# Ruś

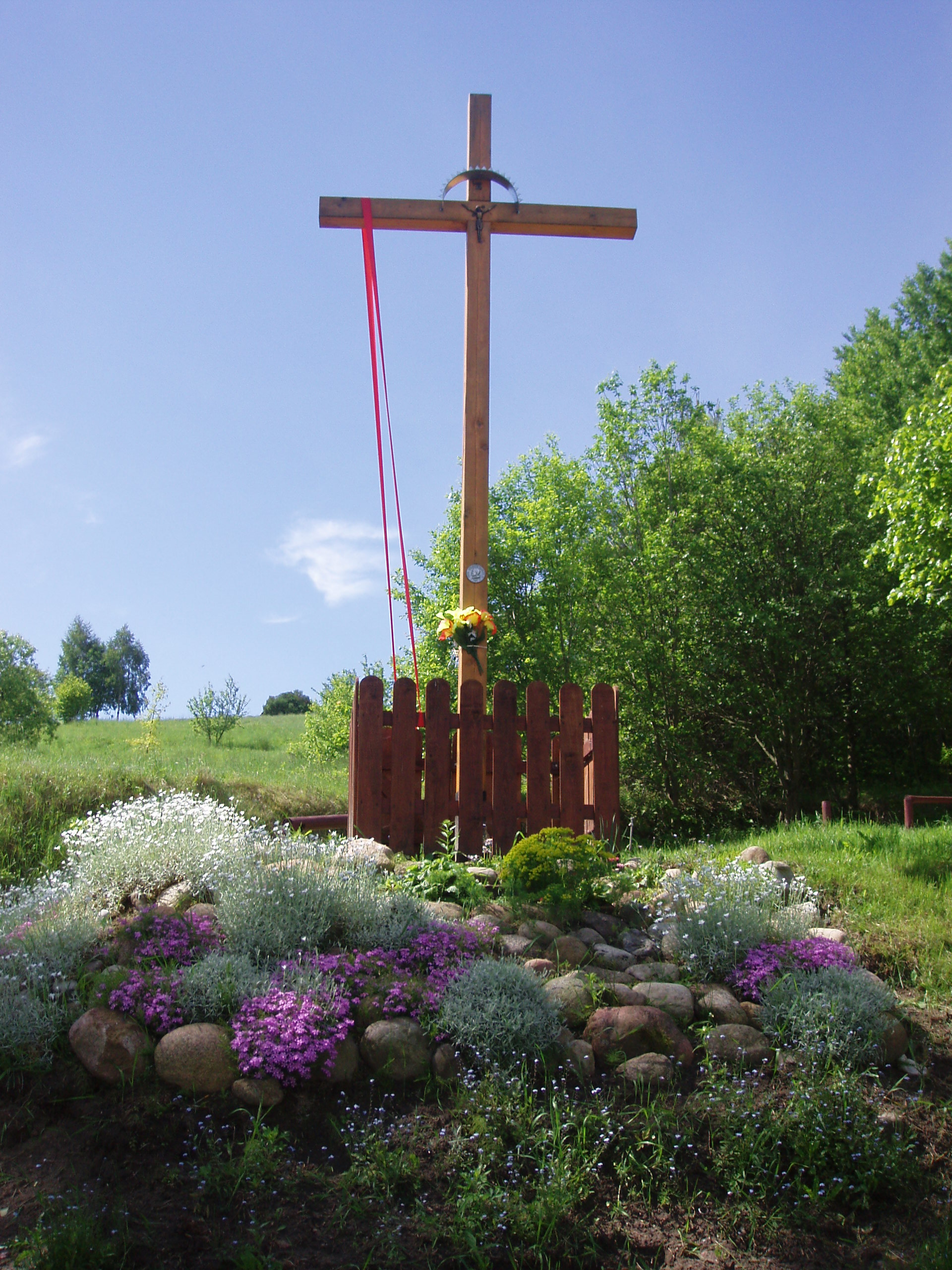
Kruis aan de kant van de weg in Ruś

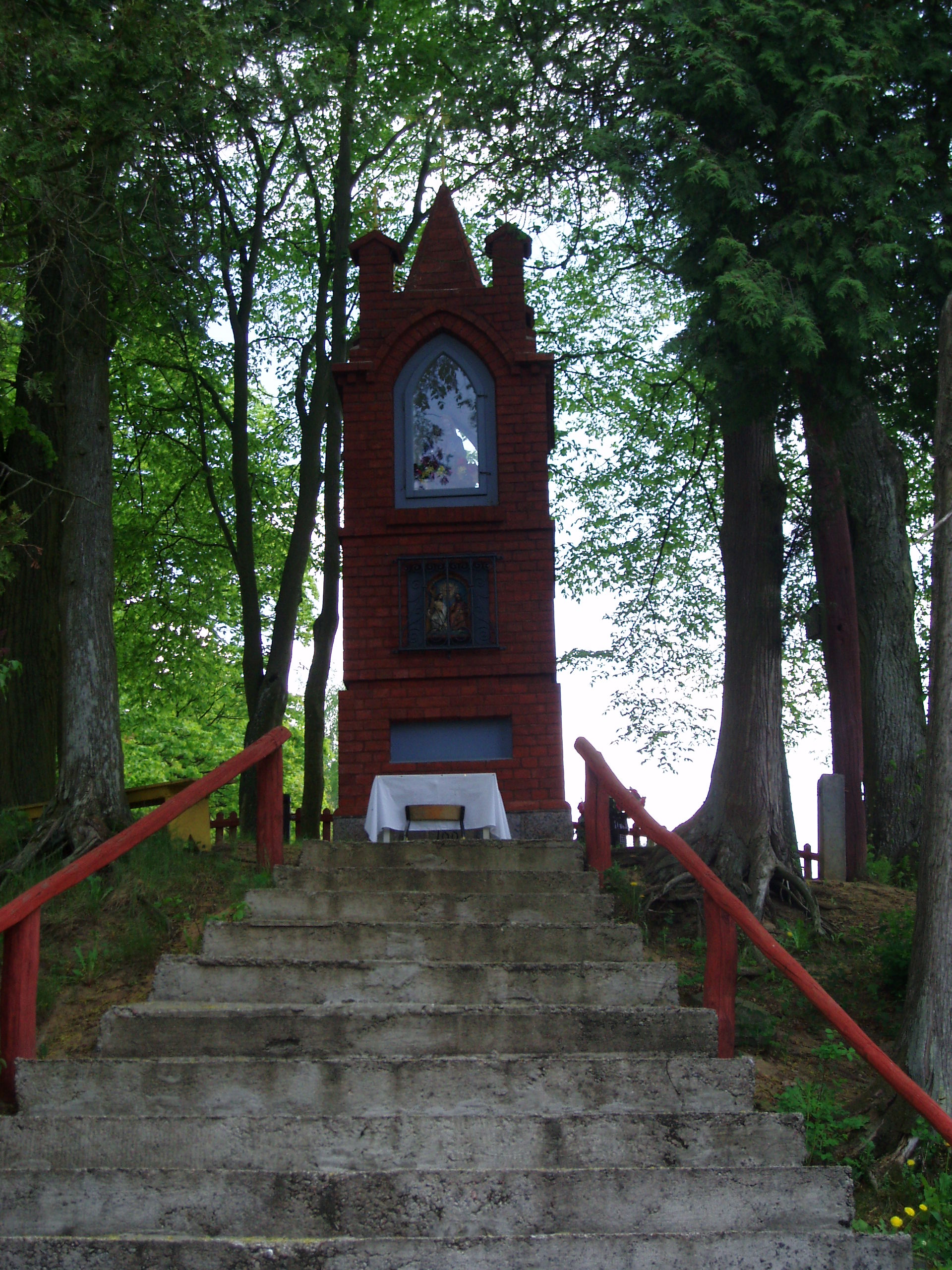
Kapel in Ruś

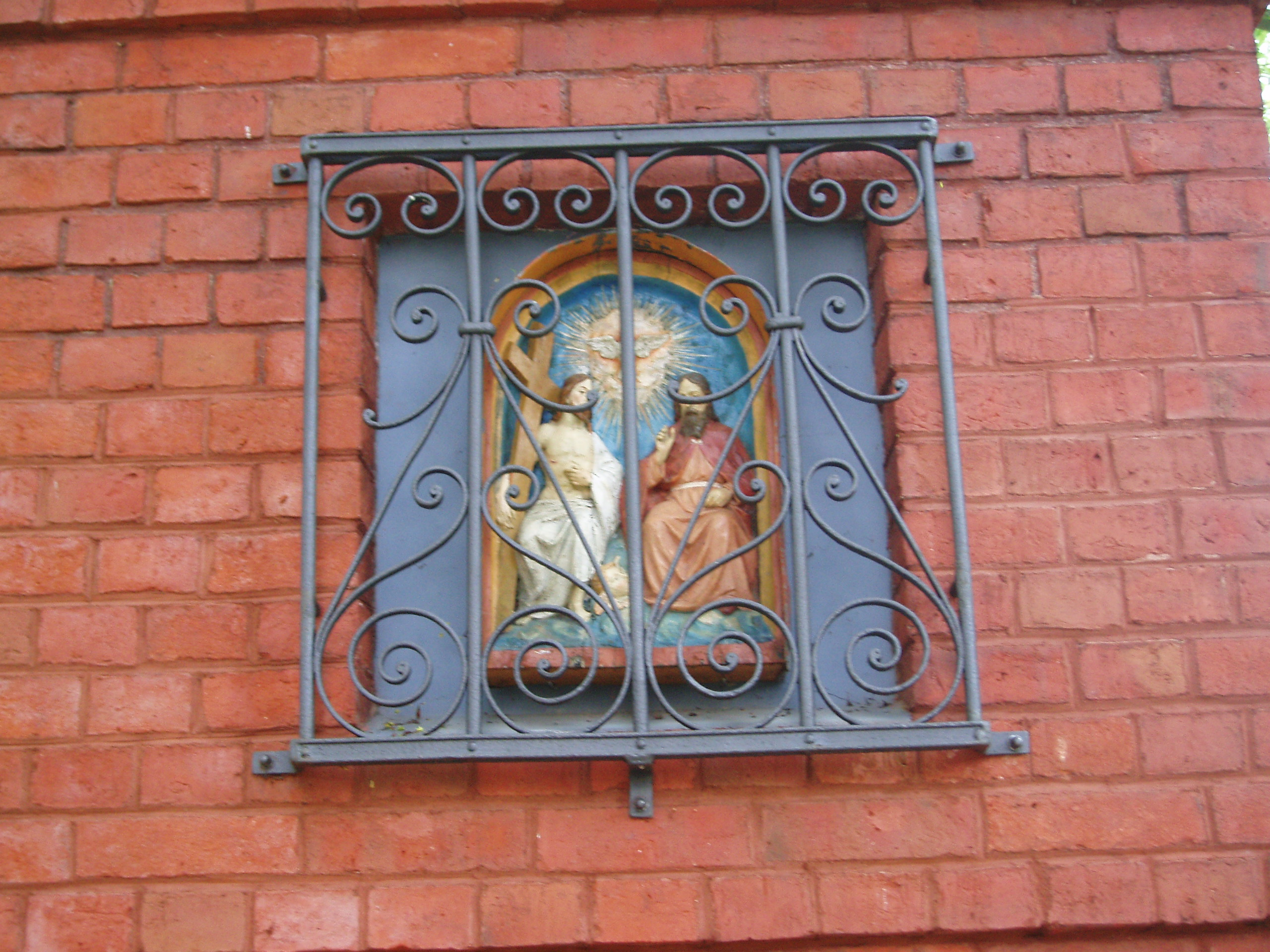
Detail van de Kapel

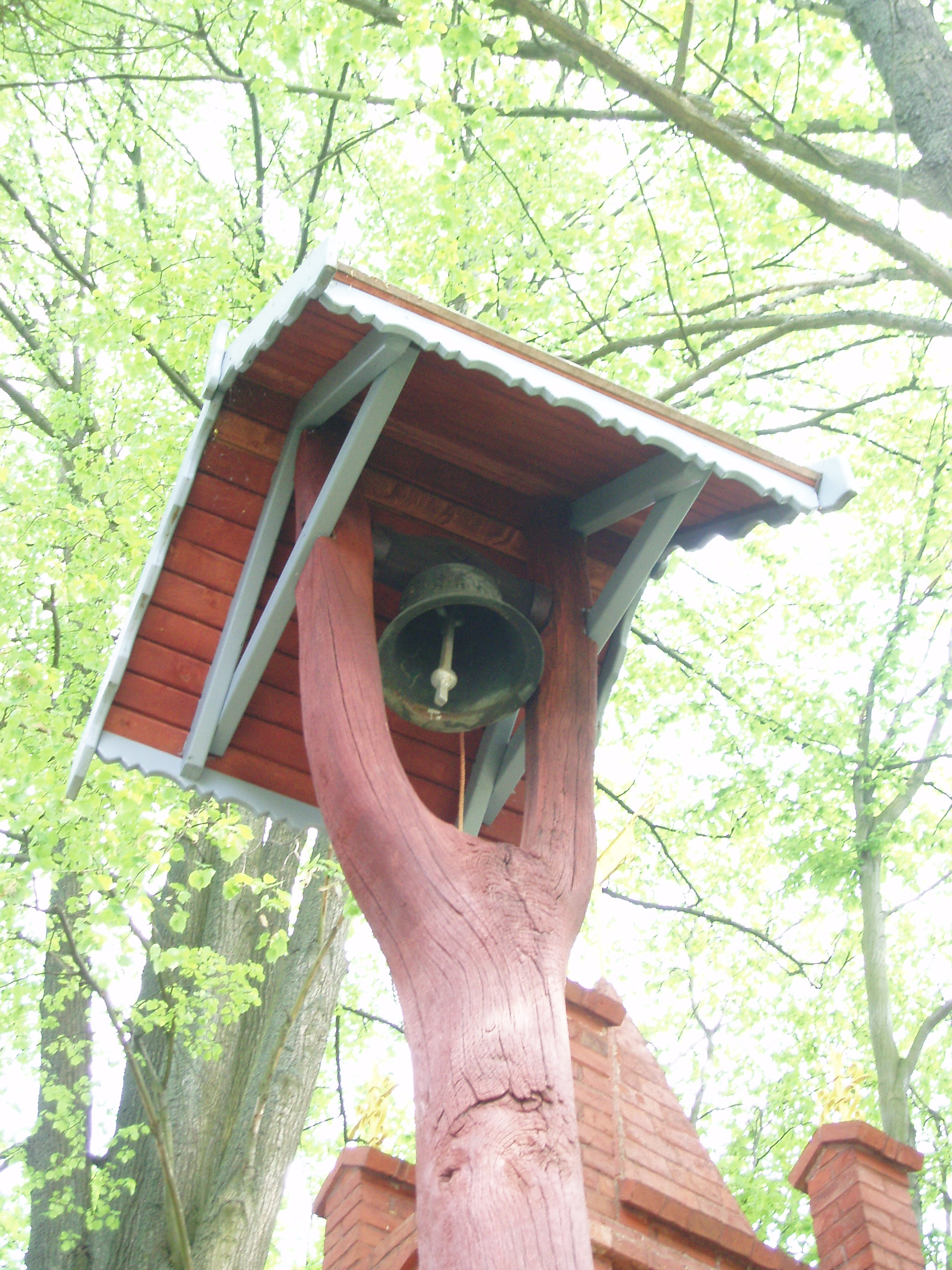
Bel bij de kapel

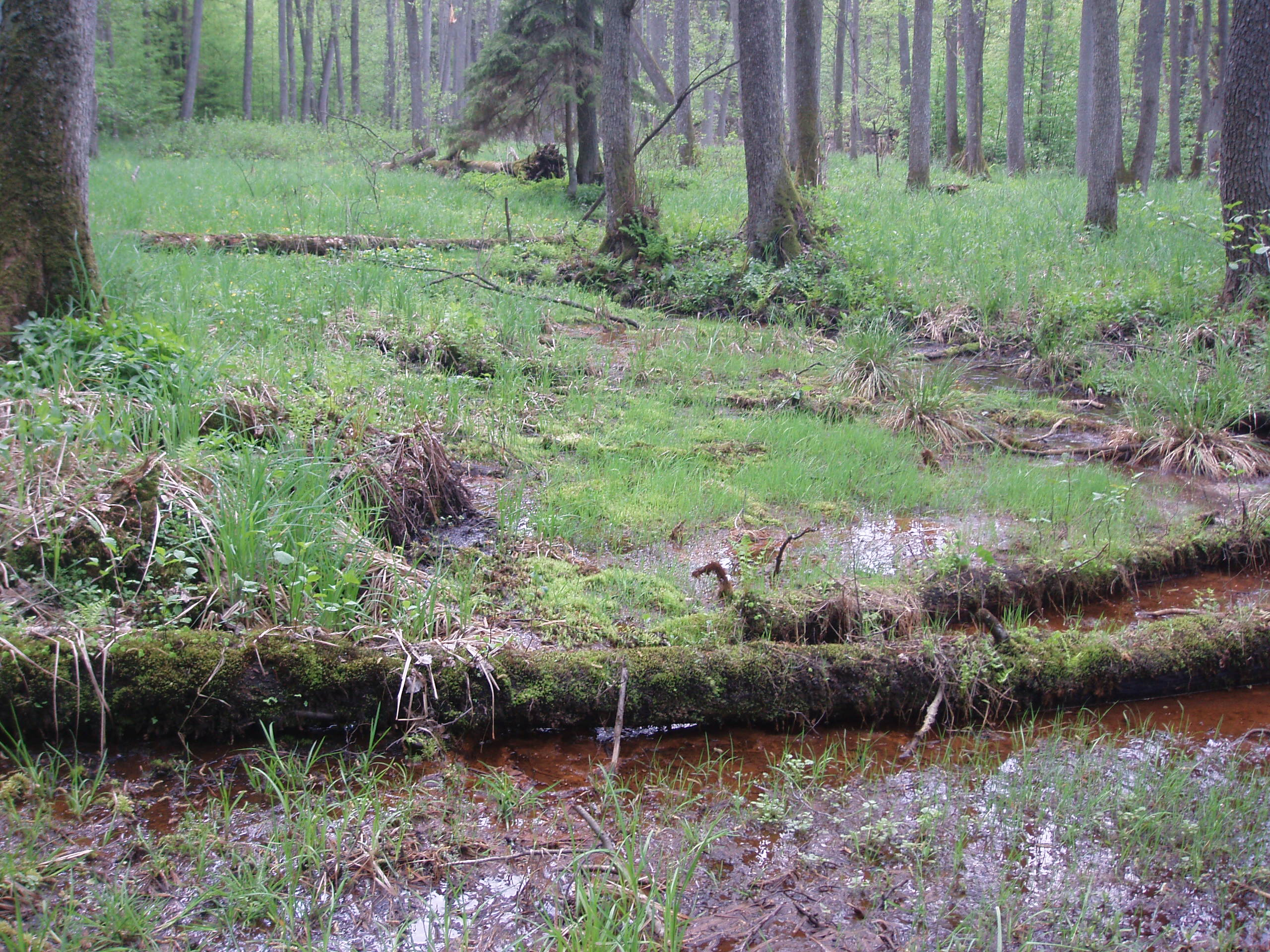
Lente bij de Łyna, in het natuurreservaat de bossen van Ermland,nabij het dorp

Ruś (Duits: Reußen) is een dorp in de Poolse woiwodschap Ermland-Mazurië. De plaats maakt deel uit van de gemeente Stawiguda.. Het dorp telde 424 inwoners in 2011 en ligt aan de rivier Lyna.

## Geografie
Ruś ligt in het westen van het Mazurisch Merenplateau, een morenegebied dat deel uitmaakt van de Baltische Landrug. Karakteristiek voor dit gebied zijn de talrijke meren, rivieren en zowel naald- als loofbomen. 
Het centrum van Olsztyn is 11 km verderop, Stawiguda 12 km, en het dichtstbijzijnde dorp Bartąg ligt 4 km verderop.

## Geschiedenis
Oorspronkelijk woonden in dit gebied de heidense Pruzzen. Sinds 1243 was het bisdom Ermland onderdeel van de Duitse Orde, en viel in 1331 onder het Kulmer Recht. Na de Tweede Vrede van Thorn in 1466 viel Ermland als Vorstenbisdom Ermland onder het Koninkrijk Polen. 
De nederzetting ontstond rond de rivier de łyna. Naast boeren woonden hier voor de bijenhouders, vissers en molenaars, met graanmolens, zagerijen, oliemolens en ijzer en koper. Aan het einde van de zestiende eeuw was Ruś een dorp van imkers. Er is nog altijd een houtzagerij gevestigd.
Met de Eerste Poolse deling in 1772 maakte het gebied deel uit van het Koninkrijk Pruisen, en later de provincie Oost-Pruisen. In 1861 gaven 360 van de 407 inwoners aan Pools te spreken. Daarnaast gaf 391 mensen Katholiek te zijn, 12 Evangelisch en 4 Joods. Bij de Volksstemming Allenstein in 1920 stemden 387 inwoners voor Oostpruisen en 37 voor Polen. In 1945 is Reußen ingenomen door het Rode Leger. Na de Tweede Wereldoorlog werd het dorp als Ruś onderdeel van Polen.

## Bevolkingsaantal
- 1817: 094
- 1846: 230
- 1871: 562
- 1895: 690
- 1925: 768
- 1939: 870
- 2011: 440
- 2012: 456[3]

## Sport en recreatie
- Door deze plaats loopt de Europese wandelroute E11. De E11 loopt van Den Haag naar het oosten, op dit moment de grens Polen/Litouwen. Ter plaatse komt de route van het zuiden van Kurki, en vervolgt in noordoostelijke richting noordwaarts naar Bartążek.